# Cremastus owyheensis
Cremastus owyheensis là một loài tò vò trong họ Ichneumonidae.